# کینگ اند کوئین کورت هاوس (ویرجینیا)
کینگ اند کوئین کورت هاوس (به انگلیسی: King and Queen Court House) یک منطقهٔ مسکونی در ایالات متحده آمریکا است که در شهرستان کینگ و کوین، ویرجینیا واقع شده‌است. کینگ اند کوئین کورت هاوس ۸۵ نفر جمعیت دارد.